# Stylidium longicornu
Stylidium longicornu är en tvåhjärtbladig växtart som beskrevs av S. Carlquist. Stylidium longicornu ingår i släktet Stylidium och familjen Stylidiaceae. Inga underarter finns listade i Catalogue of Life.